# アンナ・ベイツ

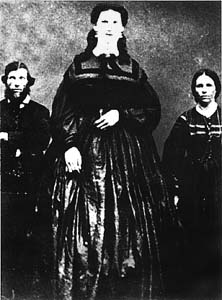
アンナ・ベイツと両親の写真

アンナ・ベイツ（Anna Haining Bates、1846年8月6日 - 1888年8月5日）は、カナダ生まれの女性である。彼女はその長身で知られ、ピーク時には227センチメートル（7フィート5.5インチ）あった。1862年に名高い興行師P・T・バーナムと契約し、「世界でもっとも背の高い女の子」として彼の興行に出演した。アンナの夫となったマーティン・ヴァン・ビューレン・ベイツ（1837年11月9日 - 1919年1月7日）は身長が241センチメートル（7フィート11インチ）あったといい、ギネス世界記録では「これまででもっとも背が高かった夫婦」として取り上げている。

## 生涯

### 誕生と成長
結婚前の名はアンナ・ヘイニング・スワン(Anna Haining Swan)といい、カナダ東部のノバスコシア州コルチェスター郡(en:Colchester County, Nova Scotia)ミルブルック
でスコットランドからの移民の家系に生まれた。父親はダンフリーズ、母親の祖先はオークニー諸島の出身で、2人とも平均的な身長であった。2人は13人の子供をもうけたが、他の12人は父母と同じく平均的な身長だったのに、3番目に生まれたアンナのみが人並み外れて成長が早かった。
アンナは出生時の体重がすでに8.2キログラム（約18ポンド）もあり、4歳の誕生日には身長が137センチメートル（4フィート6インチ）に達していた。6歳の誕生日に身長を再度測定したところ、157.5センチメートル（5フィート2インチ）に成長していて、彼女の母親よりわずかに2.5-5センチメートル（1-2インチ）低いだけであった。11歳の誕生日には素足で立って188センチメートル（6フィート2インチ）、体重は96キログラム（212ポンド）あった。
15歳の誕生日までに、アンナはちょうど210センチメートル（7フィート）に成長していた。その2年後までに、彼女の身長はピークに達した。22歳のときの身長と体重は228.6センチメートル（7フィート6インチ）、159キログラム（350ポンド）であった。アンナの足のサイズは、34センチメートル（13.5インチ）だった。アンナの身体的成長は、彼女の幼年期全体に比例していた。

### P・T・バーナムとの契約
1862年、アメリカ合衆国の名高い興行師P・T・バーナム（後にリングリング・ブラザーズ・アンド・バーナム・アンド・ベイリー・サーカスの前身となるサーカスを創始した）は、ノバスコシアにいる「大きな女の子」の話を聞きつけた。バーナムは代理人をアンナが当時住んでいたニューアナンに派遣し、当時16歳のアンナと彼女の母親をニューヨークに招聘した。
アンナは文学および音楽的な素養に優れ、非常に知的な女性とみなされていた。バーナムの招聘は、より良い教育を受けたいと望んでいたアンナにとって願ってもないことであった。バーナムと一か月あたり1,000ドルの報酬で契約した上で、3年間にわたって1日当たり3時間の家庭教師からの個人指導を受けるという条件にアンナは喜んでいた。彼女は演技やピアノ、声楽も学び、優秀な成績を修めていた。アンナは劇でマクベス夫人を演じたこともあった。
バーナムはアンナを身長2.46メートル（8フィート1インチ）の「世界でもっとも背の高い女の子」として大々的に宣伝し、91.4メートル（100ヤード）のサテンと45.7メートル（50ヤード）のレースで作った衣装をあつらえて身なりを整えた。バーナムは自分のもとで働いていた身長73.7センチメートル（29インチ）、体重10.9キログラム（24ポンド）の小人症の男性コモドール・ナットとアンナを対比させた。アンナは彼女を見に訪れた観衆と会話し、お互いに楽しんでいた。アンナはショーの一環として、ウエスト廻りを測る巻尺を使っていた。観衆の中の女性がその巻尺で自分のウエスト廻りを測ったところ、普通の女性ではその巻尺がウエスト廻りを3回巻くほどであった。後にバーナムはアンナについて「知的で、決して悪相ではない少女であり、彼女が私のもとにいた長い間に大勢の人が訪れてくれました」と記述を残している。
1865年7月13日、アンナはニューヨークのバーナムのアメリカ博物館で火災に遭い、危うく焼死するところであった。階段は炎に包まれていた上に、アンナの体は窓から脱出するには大きすぎて無理だった。アンナは恐怖からパニックを起こし、救助に来た男性の体の上に倒れこむほどの状態であった。博物館の従業員が近所でデリックを見つけ、3階の窓の周囲を破壊した上で男性18人がかりでアンナの体を滑車とロープで吊り上げて救助することに成功した。この火事の頃、アンナの体重は179キログラム（394ポンド）あった。通常時の体重は159キログラム（350ポンド）で、最高時の体重は187.3キログラム（413ポンド）だった。
火事の後、アンナは静養のために故郷に戻ることになった。ただし、すぐにバーナムが新たに開設した博物館の興行に出演するためにニューヨークに戻った。しかし、この博物館も不審火によって1868年に焼失した。その年の夏にアンナは故郷の家族を訪れ、アメリカ合衆国に戻る前にノバスコシア州で博覧会に出演した。アンナは巡業旅行に出ることになり、1869年にはイギリスを訪れた。この頃のアンナについて新聞記者が「立っているときはすべての男性より抜きん出ていて、座っているときには大部分の女性よりも抜きん出ている。顔の輪郭は卵型で、声は優しく、話し方は物柔らかだ」と発言した。アンナはこのとき、王室にも紹介された。

### 結婚生活

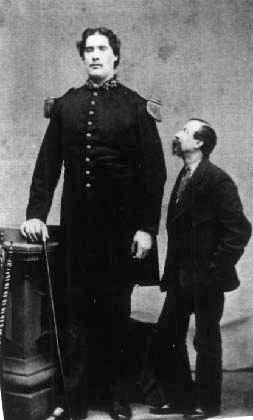
マーティン・ヴァン・ビューレン・ベイツ（左）

ハリファックスにサーカスが巡業に訪れた際、アンナはケンタッキー出身のマーティン・ヴァン・ビューレン・ベイツと出会った。マーティンもアンナと同じく抜きん出た長身の人物であり、「ケンタッキーの巨人」（Kentucky giant）と呼ばれていた。アンナはサーカスの興行師に目をつけられ、即座に契約を結ぶことになった。アンナとマーティンの巡業は大評判となり、やがて2人は恋に落ちた。1871年6月17日、アンナとマーティンはロンドンのセントマーティンインザフィールズ教会で結婚式を挙げた。式を執り行った司祭ルパート・コクランはアンナの家族の友人であり、たまたまロンドンで説教するために滞在していた。司祭の身長は191センチメートルあったが、新郎と新婦が長身だったため小さく見えたという。結婚式には時のイギリス女王ヴィクトリアも参列し、2人に結婚祝いとしてダイヤモンドで装飾された金製の腕時計を贈った。
1872年にアンナとマーティンはオハイオ州メダイナ郡のセヴィル（en:Seville, Ohio）という村に130エーカーの土地を購入し、2人の体のサイズに見合った家具をあつらえた。マーティンは自宅の建築について指図し、天井の高さは4.3メートル（14フィート）あり、ドアは特別に広く2.6メートル（8.5フィート）の高さで作られた。自宅の裏にあたる部分は、使用人や来客のために通常のサイズで建築された。2人は夏の間、W・W・コールサーカス（en:Cole Bros. Circus）とともに巡業していた。
アンナは2回出産したが、最初の子は死産で2人目の子も短命であった。1872年5月19日にロンドンで生まれた最初の子は女の子だったが、この子は死産であった。女の子は身長がすでに68.6センチメートル（27インチ）もあって、体重はアンナの出生時と同じ8.2キログラム（約18ポンド）だった。アンナとマーティンは1874年にイギリスからオハイオ州の自宅へ戻った。
1878年の夏、巡業中にアンナは2度目の妊娠をした。1879年1月15日に陣痛が始まり、36時間継続した。出産に立ち会った医師は、新生児の頭部が大きすぎて通常の出産ではないことに気づいて鉗子を使い、もう1名医師を呼んだ。彼らは新生児の出産を援助する目的で首の周囲にバンデージを据え付けた。1月19日になって、アンナはセヴィルの自宅で男の子を出産した。誕生した男の子は出生時の身長が76センチメートル（30インチ）、体重が10.77キログラム（23ポンド12オンス）あり、記録に残る最大級の新生児であった。しかし、この子はわずか11時間の命であった。

### 晩年と死
子供を失った傷心を癒すために、アンナとマーティンは1879年の夏にW・W・コールサーカスの巡業に復帰した。1880年の春に引退を決めて最後の巡業に参加した。
アンナはショービジネスでの日々から離れて、残りの人生を農場で静かに過ごした。1877年に地元のバプテスト教会に入信し、日曜日には夫婦で教会の礼拝に参加していた。教会は信徒席を拡大して、2人が快適に座ることができるように配慮した。アンナは時折日曜学校で人々を教えた。
アンナは42回目の誕生日を迎える1日前の1888年8月5日に結核で死去した。以前に甲状腺腫を患っていた上、心不全をも起こしていた。アンナの死後、マーティンは棺をあつらえるためにクリーブランドに電報を送った。しかし、電報を受け取った側は何かの間違いだと思って標準サイズの棺が届けられた。マーティンはこの始末に激怒し、最初の電報が正しかったと主張して再度連絡を取った。アンナの葬儀は、正しいサイズの棺が届くまでの間延期され、結局8月13日に埋葬された。
アンナの死後、マーティンは1897年に通常の背丈の女性アネット・ウェザビー・ベイツ（Annette LaVonne Weatherby Bates、1858年7月14日 - 1940年4月2日）と再婚して1919年まで生きた。アンナとマーティン、そして子供たちの墓はセヴィル村のマウンドヒル墓地（Mound Hill Cemetery）にある。この墓には、1875年の春に結核で死去したアンナの妹マギーも葬られている。
アンナは4万ドル相当の遺産を残していた。彼女の服や宝石は遺族間で分配されたが、子孫は彼女の出生地の近くにあるタタマガッチのサンライズトレイル博物館でいくつかの遺品を展示することを許可している。